# Miéry
Miéry ist eine französische Gemeinde mit 139 Einwohnern (Stand 1. Januar 2022) im Département Jura in der Region Bourgogne-Franche-Comté. Sie gehört zum Arrondissement Dole und zum Kanton Bletterans. Die Bewohner nennen sich Miroulis oder Miroulises.
Die Nachbargemeinden sind Poligny im Nordosten, Plasne im Südosten, Frontenay im Südwesten, Passenans (Berührungspunkt) im Westen und Saint-Lothain im Nordwesten.

## Weblinks

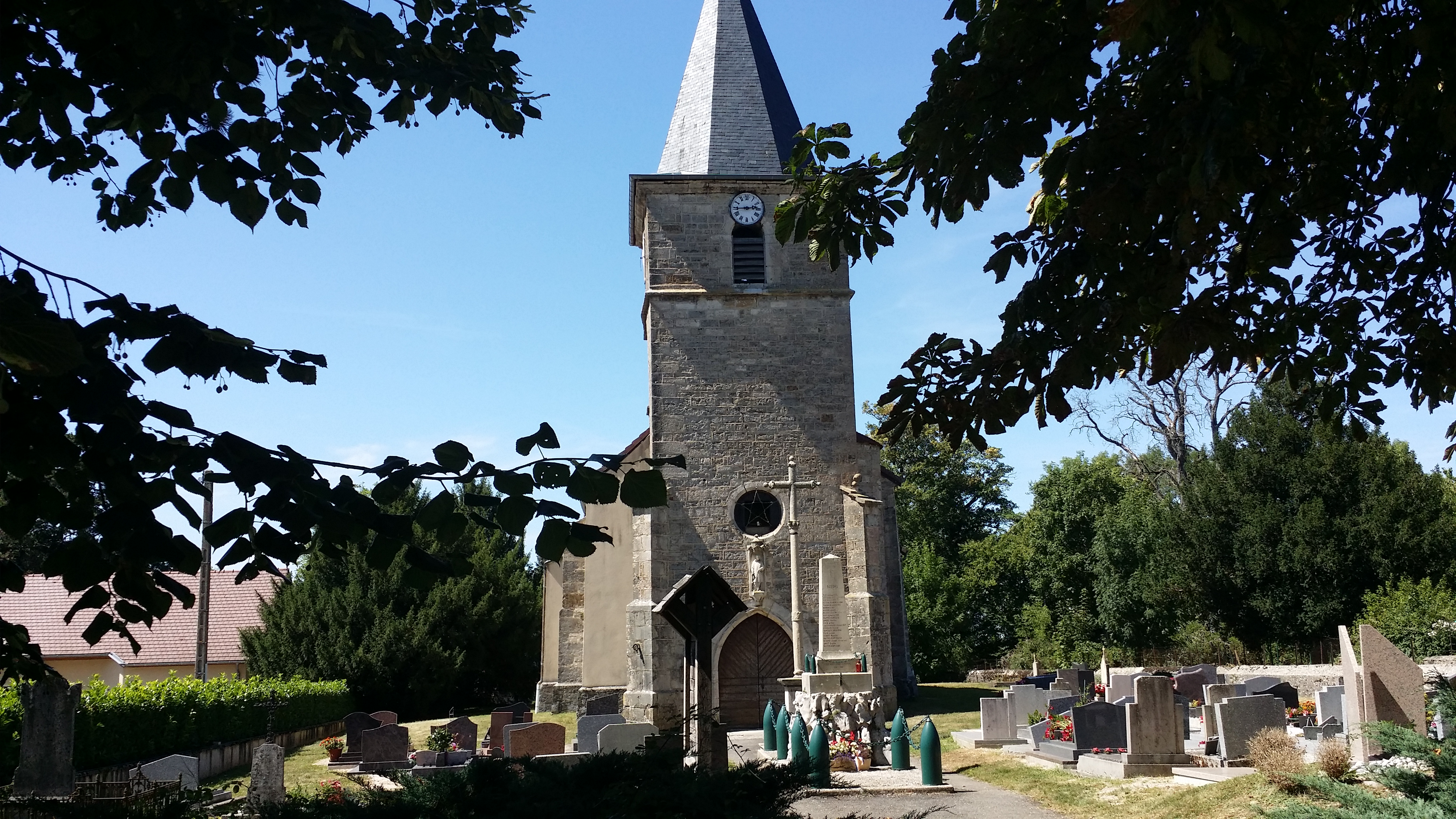
Kirche Saint-Laurent

## Bevölkerungsentwicklung
| Jahr                       | 1962 | 1968 | 1975 | 1982 | 1990 | 1999 | 2008 | 2018 |
| -------------------------- | ---- | ---- | ---- | ---- | ---- | ---- | ---- | ---- |
| Einwohner                  | 180  | 154  | 139  | 113  | 105  | 104  | 138  | 152  |
| Quellen: Cassini und INSEE |      |      |      |      |      |      |      |      |